# Macrojoppa
Macrojoppa is een geslacht van insecten uit de orde vliesvleugeligen (Hymenoptera) en de familie Ichneumonidae.

## Soorten
- M. altibia Strand, 1921
- M. amazonica Kriechbaumer, 1898
- M. bifasciata (Szepligeti, 1900)
- M. blandita (Cresson, 1874)
- M. bogotensis Kriechbaumer, 1898
- M. boliviana Strand, 1912
- M. concinna (Brulle, 1846)
- M. conflata Morley, 1915
- M. confusa Kriechbaumer, 1898
- M. cuschiana (Strand, 1921)
- M. elegans (Brulle, 1846)
- M. fascipennis (Cresson, 1877)
- M. fulva Kriechbaumer, 1898
- M. haematodes Szepligeti, 1903
- M. haematogaster Szepligeti, 1900
- M. inclyta (Cresson, 1868)
- M. kriegeri (Strand, 1921)
- M. laeva (Morley, 1915)
- M. melanura (Kriechbaumer, 1898)
- M. nigra Szepligeti, 1900
- M. nigrofasciata Kriechbaumer, 1898
- M. nigrosignata Kriechbaumer, 1898
- M. obtusa (Kriechbaumer, 1898)
- M. olfersii (Kriechbaumer, 1898)
- M. ornaticornis (Cameron, 1885)
- M. picta (Guerin-Meneville, 1830)
- M. polysticta Kriechbaumer, 1898
- M. pulcherrima (Ashmead, 1895)
- M. pulchra Szepligeti, 1900
- M. pulchripennis (Smith, 1879)
- M. rufa

Macrojoppa rufa (Brulle) (Brulle, 1846)
Macrojoppa rufa (Szepligeti) Szepligeti, 1900
- M. rufobrunnea (Strand, 1921)
- M. scutellaris (Szepligeti, 1900)
- M. similis Szepligeti, 1900
- M. stapedifera Kriechbaumer, 1898
- M. subbifasciata (Szepligeti, 1903)
- M. surinamensis Kriechbaumer, 1898
- M. taschenbergi Kriechbaumer, 1898
- M. tricincta (Cresson, 1865)
- M. tricolor (Szepligeti, 1903)
- M. trifasciata Kriechbaumer, 1898
- M. unicolor (Szepligeti, 1903)
- M. variegata (Szepligeti, 1900)
- M. violacea (Szepligeti, 1903)